# Noceda de Cabrera
Noceda de Cabrera (en cabreirés Ñoceda) es una pedanía del municipio de Castrillo de Cabrera en la Comarca de La Cabrera, en la provincia de León, comunidad autónoma de Castilla y León, en España.
Así describía Pascual Madoz, en la primera mitad del siglo XIX, a Noceda de Cabrera en el tomo XII del Diccionario geográfico-estadístico-histórico de España y sus posesiones de Ultramar:

Lugar en la provincia de León, partido judicial de Ponferrada, diócesis de Astorga, audiencia territorial y capitanía general de Valladolid, ayuntamiento de Castrillo. Situado en la sierra de su último nombre en la parte baja de la jurisdicción. Su clima es frío pero sano. Tiene unas 26 casas; iglesia anejo de Saceda, dedicada a San Juan, servida por un coadjuntor; y de buenas aguas potables. Confina con términos de Castrillo, la matriz, y Marrubio. El terreno es quebrado. Producción: centeno, lino, algún trigo y pastos; cría ganados, y caza de varios animales. Población: 26 vecinos, 405 almas. Contribución con el ayuntamiento.
Pascual Madoz.